# Stella iperveloce
Una stella iperveloce (in inglese hypervelocity star, lista di catalogo HVS) è una stella con una velocità orbitale superiore a quella delle stelle fuggitive, superiore persino alla velocità necessaria per sfuggire all'attrazione gravitazionale della galassia; per tale motivo è anche detta stella esule. Le normali stelle della galassia hanno velocità dell'ordine dei 100 km/s, mentre le stelle iperveloci (soprattutto nei pressi centro della Via Lattea, dove la gran parte di esse ha origine), hanno velocità dell'ordine di 1000 km/s o superiori.
Le stelle iperveloci furono teorizzate nel 1988 da J. Hills; attualmente ne sono conosciute nove, una delle quali, HE 0437-5439, scoperta da H. Edelmann et al., si è ritenuto fino al 2010 che appartenesse alla Grande Nube di Magellano. La prima stella iperveloce fu scoperta da Warren Brown e dall'équipe dell'Harvard-Smithsonian Center for Astrophysics nel 2005, che, nel corso del 2006 e del 2007, scoprirono altri esemplari di questa classe di oggetti. Tutte le stelle di questo tipo sinora scoperte sono poste ad oltre 50 kpc di distanza, senza vincoli gravitazionali con la galassia.
Si stima che nella Via Lattea vi siano almeno 1 000 stelle iperveloci, ma, considerando che la nostra galassia contiene almeno 100 miliardi di stelle, si tratta di una frazione esigua.
Si ritiene che le stelle iperveloci si formino dall'incontro ravvicinato tra le stelle binarie ed il buco nero supermassiccio posto al centro del nucleo galattico: una delle due componenti viene catturata dal buco nero, l'altra viene espulsa ad alta velocità. È necessario precisare che con catturata non si intende fagocitata, poiché la probabilità che la compagna della stella iperveloce precipiti all'interno del buco nero è minima, se non quasi del tutto nulla.
Le stelle iperveloci conosciute sono stelle di sequenza principale con masse poche volte quella del Sole. Tuttavia sono state scoperte alcune stelle di neutroni che viaggiano nello spazio a simili velocità, ma tali velocità non hanno niente a che vedere coi meccanismi di espulsione all'origine delle stelle iperveloci. Le stelle di neutroni sono il risultato delle esplosioni delle supernovae, e le loro estreme velocità derivano molto presumibilmente da un'esplosione di supernova asimmetrica. Si ritiene che l'alta velocità (circa 5 milioni di chilometri orari) della pulsar RX J0822-4300, misurata dal Chandra X-ray Observatory si sia originata in questo modo.

## Le stelle iperveloci sinora scoperte
- HVS 1 - (J090744.99+024506.8) (nota anche come The Outcast Star, o stella emarginata)
- HVS 2 - (SDSS J093320.86+441705.4) o (US 708)
- HVS 3 - (HE 0437-5439)
- HVS 4 - (SDSS J091301.00+305120.0)
- HVS 5 - (SDSS J091759.42+672238.7)
- HVS 6 - (SDSS J110557.45+093439.5)
- HVS 7 - (SDSS J113312.12+010824.9)
- HVS 8 - (SDSS J094214.04+200322.1)
- HVS 9 - (SDSS J102137.08-005234.8)
- HVS 10 - (SDSS J120337.85+180250.4)